# Balle Kirke
Balle kirke ligger i Balle Sogn i det tidligere Hids Herred, Viborg Amt, nu Silkeborg Kommune Region Midtjylland. Kor og skib er opført i 1100-tallet af fint tilhugne kvadersten over skråkantsokkel. I kirkens nordvæg kan man stadig se oprindelige vinduer. Nord og sydportal er bevaret, den nordre i tilmuret tilstand. Skibets vestende er formodentlig forlænget i sengotisk tid, en rem i gulvet markerer den tidligere vestgavl. Kirken har haft tårn, som i 1703 var så forfaldent, at det blev erstattet med det nuværende klokketårn over skibets vestende. I sengotisk tid har man opført et våbenhus foran sydportalen. Kirken gennemgik en større restaurering 1955-57.
Kirken fik hvælv i 1494, ifølge datering i koret. Dette er formodentlig sket i forbindelse med udvidelse mod vest og opførelse af et tårn. Altertavlen stammer fra omkring 1600, korsfæstelsen er udført af Gunnar Hansen i 1957. Kirkens oprindelige stenalter er bevaret og kan ses bag det nuværende egetræsbord. Prædikestolen er fra omkring 1650, på himlen ses våben for Mogens Høeg og Christense Rosenkrantz.
I koret ses våbenskjold for biskop Ejler Madsen Bølle af Århus. På buen ses en datering: "Johannes Verneri Anno domini 1494 die beati augustini episcopi completa fuit testudo tempora in Christo patris domini Eyleri episcopi aruhsiensis pronune in Silkeborg commorantis" (Jens Vernersen. Det Herrens år 1494 på den hellige Augustins dag (28/8) blev hvælvingerne fuldført på den tid da fader i Kristus Hr.Ejler, bisp af Århus, nu opholdt sig på Silkeborg.) Overfor på buen står bygmesterens navn: "Testudo ista completa fuit per manus laurentii Johannis i Viborg" (Denne hvælving blev fuldført ved håndværk af Lars Jensen fra Viborg).
Kirken har en døbefont med løvekroppe, fonten stammer muligvis fra kirkens grundlæggelse.

## Eksterne kilder og henvisninger
- Wikimedia Commons har flere filer relateret til Balle Kirke
- Balle Kirke Arkiveret 31. januar 2011 hos  Wayback Machine hos nordenskirker.dk
- Balle Kirke hos KortTilKirken.dk
- Trap – Kongeriget Danmark (3. Udgave 4. Bind): Kirken i Balle Sogn hos Runeberg